# Daniel Lewis Williams
Daniel Lewis Williams (Billings, 1950 – 10 gennaio 2023) è stato un basso profondo statunitense.

## Biografia
Williams crebbe a Billings, nel Montana, e apparve in opere e concerti come voce bianca negli Stati Uniti occidentali. Dopo che la sua voce cambiò fu inizialmente attivo nei musical e vinse l'International Kiwanis Talent Contest a New York a 17 anni per la sua performance di Ol' Man River da Show Boat. Si laureò con un B.A. in storia del teatro presso l'Università dello Utah a Salt Lake City. Proseguì i suoi studi presso la Staatliche Hochschule für Musik di Monaco di Baviera, in Germania, avendo  per insegnanti Ernst Haefliger, Kurt Böhme e Kurt Moll.
Fece parte dell'Opera di Treviri, in Germania, con impegni regolari presso il Landestheater di Kiel e il teatro di Krefeld. Nel 1989 diventò basso fisso alla Deutsche Oper am Rhein di Düsseldorf.
Ebbe una vasta carriera internazionale, apparendo in molti dei principali teatri d'opera d'Europa e degli Stati Uniti, così come in Giappone. I suoi ruoli distintivi divennero il barone Ochs von Lerchenau in Il cavaliere della rosa di Richard Strauss, un ruolo che ha interpretato in oltre 22 produzioni in tutto il mondo, Sarastro in Il flauto magico di Mozart e Re Filippo nel Don Carlo di Giuseppe Verdi. Egli ebbe molti ruoli raramente tentati da altri bassi, grazie alla sua straordinaria gamma. Aggiunse al suo repertorio La donna silenziosa di Strauss e nel giugno 2005 cantò in una produzione di Daphne di Strauss al teatro La Fenice di Venezia, in Italia, con June Anderson.
Apparve in un DVD de Il cavaliere della rosa registrato dal vivo al Teatro Massimo di Palermo in distribuzione generale. Registrò anche un CD con sua figlia Judith Williams, chiamato Träume. Questo CD è disponibile sul canale commerciale, ma non è ancora in distribuzione.
Daniel Lewis Williams è morto nel 2023. Da anni soffriva della malattia di Alzheimer.

## Vita privata
Williams sposò Gaye Hicks con la quale ebbe tre figlie, la più grande delle quali è Judith Williams, presentatrice della televisione tedesca e proprietaria di un'azienda di cosmetici. Vissero vicino a Treviri, in Germania, per molti anni; in seguito si trasferirono in Baviera.

## Critica
(New York Times)
(Time Magazine, New York Critic)
(Opernglas Hamburg)
(Süddeutsche Zeitung)
(Orpheus, Internationales Opernmagazin, Berlino)

## Discografia
- Rocco, Fidelio, Opera di Roma, Roma, Italia
- Dansker, Billy Budd, Bayerische Staatsoper, Monaco di Baviera
- Holzhacker, Königskinder, Bayerische Staatsoper, Monaco di Baviera
- Peneios, Daphne, Teatro La Fenice, Venezia, Italia
- Daland, L'olandese volante, Theater der Stadt Treviri
- Timur, Turandot, Nationale Reisopera, Paesi Bassi